# پاریس لیز
پاریس لیز (انگلیسی: Paris Lees) روزنامه‌نگار، مجری، و فعال افراد ترنس بریتانیایی است. او در سال ۲۰۱۳ میلادی در جایگاه نخست، و در ۲۰۱۴ میلادی در جایگاه دوم فهرست صورتی ایندیپندنت قرار گرفت. لیز در ۲۰۱۲ میلادی برندهٔ الگوی مثبت برای دگرباشان جنسیِ جوایز ملی گوناگونی شد. او در ۲۵ اکتبر ۲۰۱۳ در برنامهٔ ۱۰۰ زن بی‌بی‌سی شرکت کرد.

## زندگی شخصی
لیز یک زن ترنس دوجنس‌گرا و یک فمینیست است و خود را این گونه معرفی می‌کند. او زمانی که مراحل تطبیق و بازتایید جنسیت را انجام می‌داد دوست پسرش را در بیمارستان ملاقات کرد.